# Secret Boutique
Secret Boutique (Hangul: 시크릿 부티크; RR: Sikeurit Butikeu) es una serie de televisión surcoreana transmitida del 18 de septiembre de 2019 hasta el 28 de noviembre de 2019, a través de SBS TV.

## Sinopsis
La serie es un drama centrado en un grupo de mujeres, su poder, dinero, corrupción, venganza y supervivencia.
Jang Do-young, fue una pobre mujer que en el pasado vivió y trabajó en una casa de baños pública después de dejar el orfanato antes de convertirse en una poderosa e influyente mujer conocida como «Jenny Jang» gracias al apoyo de Kim Yeo-ok, la directora de «Deo Oh Group». 
Ahora es la elegante dueña de la lujosa boutique de moda «J-Boutique», una tienda de ropa que aunque parece normal en realidad es la base de una red secreta que conecta a los más importantes círculos políticos y comerciales con un pequeño bufete de abogados, encargado de resolver en secreto los problemas de la clase alta. 
Sin embargo ambas mujeres esconden sus verdaderas intenciones, por un lado «Jenny» quiere convertirse en la cabeza de la familia Deo, utilizando el proyecto de desarrollo de la ciudad internacional, mientras que Yeo-ok planea aprovecharse de Jenny y abandonarla tan pronto como logre hacer que «Deo Oh Group» se convierta en una de las diez principales empresas de Corea, a través del proyecto de desarrollo de la ciudad internacional.

## Reparto

### Personajes principales
| Actor                                | Personaje                  | N.º de episodios | Notas |
| ------------------------------------ | -------------------------- | ---------------- | --- |
| Kim Sun-a Jung Da-eun Park Seo-kyung | Jang Do-young (Jenny Jang) | 16               | Es una pobre y huérfana que pasa de trabajar en una casa de baños a convertirse en una mujer muy influyente. Además de poseer excelentes habilidades de comunicación, es la directora ejecutiva de "J Boutique". |
| Chang Mi-hee                         | Kim Yeo-ok                 | 16               | Es la jefa del conglomerado conocido como "Deo Oh Group", así como la presidenta de la fundación. |
| Park Hee-von Jo Min-ah               | Wi Ye-nam                  | 16               | Es la hija mayor de la poderosa familia propietaria de "Deo Oh Group" y directora de la fundación. |
| Go Min-si                            | Lee Hyun-ji                | 16               | Es una joven y atractiva jugadora amateur de Go que termina involucrada en las maquinaciones de Jenny Jang, luego de que su madre desapareciera durante el escándalo de desarrollo de la ciudad. |
| Kim Jae-young Lee Shi-woo            | Yoon Seon-woo              | 16               | Es un abogado con un buen juicio, que no confía en otras personas fácilmente y piensa en su propia protección. Es el abogado de "J Boutique". A pesar de parecer frío con los demás es ferozmente devoto a Jenny Jang, a quien conoce desde que estuvieron junto sen el orfanato. Sin embargo cuando conoce a Lee Hyun-ji, también la protege. |
| Kim Tae-hoon Yoo Jung-woo            | Wi Jung-hyuk               | 16               | Es el hermano de Wi Ye-nam y el hijo mayor de la familia propietaria de "Deo Oh Group", así como el CEO del Hotel Deo Oh. Es el amante de Jenny Jang, a quien conoce desde que eran jóvenes. |

### Personajes secundarios

#### Personas del Grupo Deo
| Actor         | Personaje     | N.º de episodios | Notas |
| ------------- | ------------- | ---------------- | --- |
| Ryu Won       | Wi Ye-eun     | -                | Es la hermana menor de Wi Ye-nam y empleada en "J Boutique".                                                                                           |
| Ryu Seung-soo | Cha Seung-jae | -                | Es el esposo de Wi Ye-nam y padre de Cha Soo-bin. |
| Han Jung-soo  | Mr. Hwang     | -                | Es un mayordomo que ha estado sirviendo a la familia Deo durante 30 años. Es un hombre misterioso que conoce muchos de los secretos de la familia Deo. |
| Kim Young-ah  | Miss. Wang    | -                | Es la mucama y ama de llaves de la familia Deo. |
| Yeo Moo-young | Wi Dong-sub   | -                | Es el suegro de Kim Yeo-ok y el primer presidente del conglomerado "Deo Oh Group".                                                                     |
| Park Byung-ho | Woon San-monk | -                | Es el hermano menor de Wi Dong-sub. |
| Kim So-young  | Cha Soo-bin   | -                | Es la hija de Wi Ye-nam y Cha Seung-jae. |

#### Personas del Ayuntamiento
| Actor       | Personaje   | N.º de episodios | Notas                                              |
| ----------- | ----------- | ---------------- | -------------------------------------------------- |
| Kim Bup-rae | Do Joon-sub | -                | Es un alcalde de la ciudad Yoongchun.              |
| Joo Suk-tae | Oh Tae-suk  | -                | Es el jefe de inteligencia de la ciudad Yoongchun. |
| Jang Yool   | Lee Joo-ho  | -                | Es un miembro del consejo de la ciudad Yoongchun.  |

#### Familia de Lee Hyun-ji
| Actor          | Personaje     | N.º de episodios | Notas |
| -------------- | ------------- | ---------------- | --- |
| Jang Young-nam | Park Joo-hyun | -                | Es la madre de Lee Hyun-ji, quien desaparece misteriosamente durante el proyecto de desarrollo de la ciudad internacional. |
| Yoon Ji-in     | Kim Mi-ji     | -                | |
| Choi Dong-hwa  | Ye-joon       | -                | Es el hijo de Kim Mi-ji.                                                                                                   |

### Otros personajes
| Actor          | Personaje         | Episodios donde apareció | Notas                                                                           |
| -------------- | ----------------- | ------------------------ | ------------------------------------------------------------------------------- |
| Im Chul-hyung  | Jo Yang-oh        | -                        | Es el líder de una pandilla.                                                    |
| Jung Wook-jin  | Dr. Lee Sang-hoon | -                        | Es un doctor.                                                                   |
| Park Jung-hak  | Choi Suk-hoon     | -                        | Es el vicepresidente del Grupo Jogwang, la corporación rival de "Deo Oh Group". |
| Park Jae-joon  | Jang Do-yoon      | -                        | Es el hermano menor de Jang Do-young.                                           |
| Song Ji-woo    | Yoon Hye-ra       | 1-2                      |                                                                                 |
| Lim Jung-min   | -                 | -                        | Es un ejecutivo mayor e invitado VIP.                                           |
| Joo Byung-ha   | -                 | -                        | Es un reportero.                                                                |
| Eom Ji-man     | -                 | -                        | Es un detective.                                                                |
| Han Chang-heon | -                 | -                        | Es un gánster.                                                                  |
| Ham Jin-sung   | -                 | -                        | Es un oficial de la policía.                                                    |
| Moon Jin-seung | -                 | -                        | Es un oficial de la policía.                                                    |
| Jeon Jin-oh    | -                 | -                        |                                                                                 |
| Song Chang-gyu | -                 | 9                        | Es un jugador de Go.                                                            |
| Song Yo-sep    | -                 | -                        |                                                                                 |
| Jung Yoo-mi    | -                 | -                        | Es una prisionera.                                                              |
| Yoon Dan-bi    | -                 | -                        |                                                                                 |
| Hwang Hee-jung | -                 | -                        |                                                                                 |
| Choi Hyuk-joo  | -                 | -                        |                                                                                 |

## Episodios
La serie está conformada por dieciséis episodios, los cuales fueron emitidos todos los miércoles y jueves a las 22:00 (KST).

### Ratings
Los números en color rojo indican las calificaciones más bajas, mientras que los números en azul indican las calificaciones más altas.
| Ep.      | Parte    | Fecha de emisión         | Participación promedio de audiencia | Participación promedio de audiencia |
| Ep.      | Parte    | Fecha de emisión         | Nacional                            | Seúl                                |
| -------- | -------- | ------------------------ | ----------------------------------- | ----------------------------------- |
| 1        | 1        | 18 de septiembre de 2019 | 3.8%                                | N/A                                 |
| 1        | 2        | 18 de septiembre de 2019 | 4.6%                                | 4.9%                                |
| 2        | 1        | 19 de septiembre de 2019 | 4.3%                                | N/A                                 |
| 2        | 2        | 19 de septiembre de 2019 | 4.5%                                | 5.0%                                |
| 3        | 1        | 25 de septiembre de 2019 | 4.4%                                | N/A                                 |
| 3        | 2        | 25 de septiembre de 2019 | 5.0%                                | 4.8%                                |
| 4        | 1        | 26 de septiembre de 2019 | 4.9%                                | 4.6%                                |
| 4        | 2        | 26 de septiembre de 2019 | 4.9%                                | 4.8%                                |
| 5        | 1        | 2 de octubre de 2019     | 4.6%                                | 4.6%                                |
| 5        | 2        | 2 de octubre de 2019     | 5.3%                                | 5.3%                                |
| 6        | 1        | 3 de octubre de 2019     | 5.4%                                | 5.2%                                |
| 6        | 2        | 3 de octubre de 2019     | 5.8%                                | 5.7%                                |
| 7        | 1        | 9 de octubre de 2019     | 4.1%                                | N/A                                 |
| 7        | 2        | 9 de octubre de 2019     | 5.0%                                | 5.1%                                |
| 8        | 1        | 16 de octubre de 2019    | 4.2%                                | N/A                                 |
| 8        | 2        | 16 de octubre de 2019    | 5.4%                                | 5.0%                                |
| 9        | 1        | 24 de octubre de 2019    | 4.3%                                | 4.9%                                |
| 9        | 2        | 24 de octubre de 2019    | 4.0%                                | 4.6%                                |
| 10       | 1        | 30 de octubre de 2019    | 3.1%                                | N/A                                 |
| 10       | 2        | 30 de octubre de 2019    | 3.6%                                | 3.8%                                |
| 11       | 1        | 31 de octubre de 2019    | 3.8%                                | N/A                                 |
| 11       | 2        | 31 de octubre de 2019    | 4.0%                                | 4.5%                                |
| 12       | 1        | 13 de noviembre de 2019  | 2.8%                                | N/A                                 |
| 12       | 2        | 13 de noviembre de 2019  | 3.2%                                | N/A                                 |
| 13       | 1        | 14 de noviembre de 2019  | 3.2%                                | N/A                                 |
| 13       | 2        | 14 de noviembre de 2019  | 3.5%                                | N/A                                 |
| 14       | 1        | 20 de noviembre de 2019  | 2.5%                                | N/A                                 |
| 14       | 2        | 20 de noviembre de 2019  | 3.0%                                | N/A                                 |
| 15       | 1        | 27 de noviembre de 2019  | 4.6%                                | N/A                                 |
| 15       | 2        | 27 de noviembre de 2019  | 5.2%                                | 6.0%                                |
| 16       | 1        | 28 de noviembre de 2019  | 5.5%                                | 5.7%                                |
| 16       | 2        | 28 de noviembre de 2019  | 6.0%                                | 6.1%                                |
| Promedio | Promedio | Promedio                 | 4.3%                                | —                                   |

## Música
El OST de la serie está conformado por las siguientes canciones:

### Parte 1
| N.º | Intérprete     | Canción              | Letra | Música | Duración |
| --- | -------------- | -------------------- | ----- | ------ | -------- |
| 1   | Aalia (알리아) | «Masquerade»         | -     | -      | -        |
| 2   |                | «Masquerade» (Ints.) | -     | -      | -        |

### Parte 2
| N.º | Intérprete            | Canción          | Letra | Música | Duración |
| --- | --------------------- | ---------------- | ----- | ------ | -------- |
| 1   | Junggigo (Go Jung-gi) | «My All»         | -     | -      | -        |
| 2   |                       | «My All» (Ints.) | -     | -      | -        |

## Premios y nominaciones
| Año  | Categoría        | Premio          | Nominada  | Resultado |
| ---- | ---------------- | --------------- | --------- | --------- |
| 2019 | Best New Actress | SBS Drama Award | Go Min-si | Ganadora  |

## Producción
La serie fue dirigida por Park Hyung-ki (박형기), quien contó con el apoyo del guionista Heo Seon-hee (허선희).
Originalmente la actriz Lee Mi-sook sido elegida para formar parte del elenco principal como Kim Yeo-ok, sin embargo decidió retirarse del proyecto citando razones personales ya que estaba pasando por momentos de estrés mental debido al caso de la actriz Jang Ja-yeon. Poco después se anunció que la actriz Chang Mi-hee reemplazaría a Mi-sook en el papel de Yeo-ok.
La primera lectura del guion fue realizada el 14 de marzo del 2019 en el SBS Ilsan Production Center. Mientras que las filmaciones finalizaron el 6 de octubre del mismo año.
El thriller también contó con el apoyo de la compañía de producción "The Story Works" y fue distribuida por la Seoul Broadcasting System (SBS).